# Dez Bryant
Desmond Demond Bryant (Lufkin, Texas, 4 de noviembre de 1988), más conocido simplemente como Dez Bryant, es un jugador profesional estadounidense de fútbol americano. Juega en la posición de wide receiver y actualmente es un jugador agente libre. Jugó al fútbol americano universitario en la Universidad Estatal de Oklahoma y fue seleccionado por los Dallas Cowboys en la primera ronda del Draft de la NFL de 2010.

## Carrera

### Universidad
Bryant eligió jugar al fútbol americano en la Universidad Estatal de Oklahoma, por encima de las universidades de Luisiana, Nebraska o Arkansas.
Como estudiante de primer año en 2007, terminó segundo en el equipo con 43 recepciones para 622 yardas y seis touchdowns en 12 partidos. En un partido contra la universidad de Kansas estableció un récord de su universidad en yardas de recepción en un solo partido por un estudiante de primer año con 155. Bryant tuvo una gran actuación en la Insight Bowl de 2007, logrando nueve recepciones para 117 yardas y dos touchdowns en la victoria por 49-33 contra los Indiana Hoosiers.
Bryant terminó la temporada 2008 de Oklahoma State con 87 recepciones para 1,480 yardas y 19 touchdowns, incluyendo dos punt returns para touchdown. El 7 de octubre, se penalizó a Bryant declarándole inelegible para los diferentes premios durante el resto de la temporada 2009, por violar una ley NCAA. Se demostró que había interactuado con Deion Sanders, un exjugador de la NFL. Fue considerado el mejor receptor en el 2009 y un posible candidato al trofeo Heisman antes de la suspensión.

### NFL
El 5 de noviembre de 2009, Bryant anunció sus intenciones de entrar en el Draftde 2010 de la NFL. Se cree ampliamente que era uno de los mejores receptores disponibles en el Draft, y fue proyecta primera elección global en algunas predicciones del Draft. Se creía que Bryant era el objetivo de los Denver Broncos (con la elección global número 11), ya que vendieron a su receptor Pro Bowl, Brandon Marshall a los Miami Dolphins antes del Draft. En el caso de que los Broncos no se hicieran con sus servicios, se preveía una caída máxima hasta la elección 27, poseída por los Dallas Cowboys. Finalmente, los Cowboys cambiaron su selección global 27 por la 24, de los New England Patriots para seleccionar a Bryant.

#### Dallas Cowboys
Bryant firmó con los Cowboys el 22 de julio de 2010. El 23 de julio de 2010, se anunció que Bryant llevaría el número 88, al igual que del jugador perteneciente al Salón de la Fama, Michael Irvin, y a la leyenda de los Cowboys, Drew Pearson. El 17 de octubre de 2010, Bryant realizó la primera recepción para touchdown en la NFL, en un pase de 31 yardas de Tony Romo. Los Cowboys terminaron perdiendo el partido 24-21.
El 25 de octubre de 2010, en un partido Monday Night frente a los New York Giants en el Cowboys Stadium, Bryant atrapó cuatro pases para 54 yardas, dos de ellos para touchdowns, y realizó un punt return de 93 yardas para un touchdown, siendo el retorno más largo de los Cowboys desde el de 98 yardas de Dennis Morgan durante la temporada 1974 de NFL.
Tras 8 temporadas con el equipo, en las cuales jugó 113 partidos, recibiendo 531 pases para un total de 7,459 yardas y 73 touchdowns, se anuncia el 13 de abril de 2018 que el receptor fue cortado por los Cowboys, pese a contar aún con 2 temporadas en su contrato.

#### New Orleans Saints
El 7 de noviembre de 2018, luego de ocho semanas de iniciada la temporada, Bryant acordó un contrato de un año y $1.25 millones con los New Orleans Saints.
El 9 de noviembre, solo dos días después de ser firmado, Bryant se rompió el tendón de Aquiles durante una práctica, por lo que fue colocado en la lista de lesionados y no llegó a jugar ningún encuentro con el equipo.

#### Baltimore Ravens
El 27 de octubre de 2020, Bryant fue firmado por los Baltimore Ravens a su equipo de prácticas. Participó en seis juegos con el primer equipo, logrando seis recepciones para 47 yardas y dos anotaciones.

## Estadísticas generales
|  | Seleccionado al Pro Bowl |

| Año   | Equipo | Juegos | Juegos | Recepciones | Recepciones | Recepciones | Recepciones | Recepciones | Recepciones | Acarreos | Acarreos | Acarreos | Acarreos | Acarreos | Acarreos | Balones sueltos |
| Año   | Equipo | GP     | GS     | Rec         | Yds         | Avg         | Long        | TD          | 1D          | Att      | Yds      | Avg      | Long     | TD       | 1D       | Balones sueltos |
| ----- | ------ | ------ | ------ | ----------- | ----------- | ----------- | ----------- | ----------- | ----------- | -------- | -------- | -------- | -------- | -------- | -------- | --------------- |
| 2010  | DAL    | 12     | 2      | 45          | 561         | 12.5        | 46          | 6           | 23          | 1        | 0        | 0.0      | 0        | 0        | 0        | 2               |
| 2011  | DAL    | 15     | 13     | 63          | 928         | 14.7        | 50          | 9           | 48          | 1        | 5        | 5.0      | 5        | 0        | 0        | 3               |
| 2012  | DAL    | 16     | 14     | 92          | 1,382       | 15.0        | 85          | 12          | 54          | 2        | -5       | -2.5     | 6        | 0        | 0        | 5               |
| 2013  | DAL    | 16     | 16     | 93          | 1,233       | 13.3        | 79          | 13          | 68          | 1        | 1        | 1.0      | 1        | 0        | 0        | 3               |
| 2014  | DAL    | 16     | 16     | 88          | 1,320       | 15.0        | 68          | 16          | 60          | --       | --       | --       | --       | --       | --       | 1               |
| 2015  | DAL    | 9      | 9      | 31          | 401         | 12.9        | 51          | 3           | 18          | --       | --       | --       | --       | --       | --       | 0               |
| 2016  | DAL    | 13     | 13     | 50          | 796         | 15.9        | 56          | 8           | 38          | --       | --       | --       | --       | --       | --       | 1               |
| 2017  | DAL    | 16     | 16     | 69          | 838         | 12.1        | 50          | 6           | 44          | --       | --       | --       | --       | --       | --       | 1               |
| 2020  | BAL    | 6      | 0      | 6           | 47          | 7.8         | 16          | 2           | 3           | --       | --       | --       | --       | --       | --       | 0               |
| Total | Total  | 119    | 99     | 537         | 7,506       | 14.0        | 85          | 75          | 356         | 6        | -3       | -0.5     | 6        | 0        | 0        | 16              |

Fuente: Pro-Football-Reference.com